# ایزگرو (استان بلاگووگراد)
ایزگرو (به بلغاری: Izgrev) یک منطقهٔ مسکونی در بلغارستان است که در شهرستان بلاگووگراد واقع شده‌است. ایزگرو ۶٫۳۰۶ کیلومتر مربع مساحت و ۵۲۱ نفر جمعیت دارد و ۵۶۱ متر بالاتر از سطح دریا واقع شده‌است.